# Лиутберга
Лиутберга (Лютперга, Лиутбург, Лиутперга; нем. Liutberga, Liutburc, итал. Liutperga; умерла между 788 и 794) — дочь короля лангобардов Дезидерия и Ансы, супруга герцога Баварии Тассилона III.

## Биография
Лиутберга, дочь Дезидерия и Ансы, в 760-х годах (предполагается, что это могло произойти в 763, в 765 или в 769 году) по политических причинам была выдана замуж за правителя Баварии Тассилона III из рода Агилольфингов. Вероятно, брак должен был скрепить лангобардско-баварский союз, целью которого было противостоять экспансии правителей Франкского государства. В качестве приданого Дезидерий возвратил Тассилону III земли Южного Тироля, захваченные у баварского герцога Гримоальда II королём Лиутпрандом в 720-х годах.
Лиутберга в браке с Тассилоном III стала матерью четырёх детей: трёх сыновей — Теодона, Теудеберта (родился в 772 году) и Гунтария, а также двух дочерей — Котани и Ротруды. Старший из сыновей, Теодон, родился около 770 года. В 772 году в праздник Троицы он был крещён в Риме папой Адрианом I.

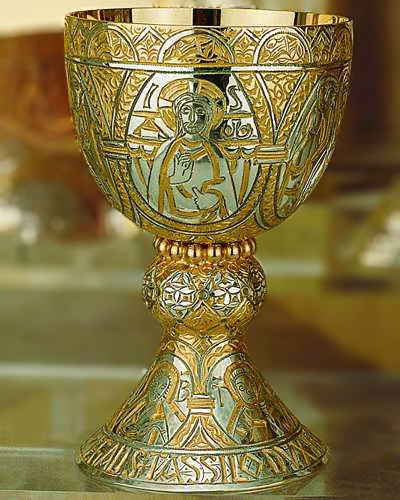
Чаша Тассилона

До нашего времени сохранился потир («Чаша Тассилона»), подаренный в 777 году Тассилоном и Лиутбергой монастырю Кремсмюнстер. На нём нанесена надпись: «TASSILO DVX FORTIS + LIVTPIRC VIRGA REGALIS» («Тассилон — храбрый герцог + Лиутберг — королевский отросток»).
На Лиутбергу средневековые авторы возлагали ответственность за уничтожение независимости Баварского герцогства, потому что именно она подстрекала мужа к выступлению против франков. Причиной её ненависти к правителю Франкского государства Карлу Великому они называли развод в 771 году того с её сестрой Дезидератой и уничтожение франками в 773—774 годах Лангобардского королевства, которым правил её отец Дезидерий. Франкско-баварский конфликт 787—788 годов завершился полным поражением Тассилона III. После ареста баварской герцогской семьи, осуществлённого по приказу Карла Великого на государственной ассамблее в Ингельхайме, Тассилон, Лиутберга и их дети — Теодон, Теудеберт, Котани и Ротруда — были сосланы в различные франкские монастыри. Местом заключения для Тассилона сначала был определён монастырь Святого Гоара, затем аббатство Жюмьеж, а после Лоршский монастырь. Лиутберга вместе с дочерью Катани была сослана в Шелльское аббатство, Теодон — в монастырь Святого Максимина в Трире, а Ротруда — в Лан.
Лиутберга умерла, вероятно, не позднее 794 года, так как её имя не упоминалось на Франкфуртском соборе, где проходил повторный суд над Тассилоном III. Спустя непродолжительное время после собора, находясь в заключении в Лоршском аббатстве, скончался и бывший герцог Баварии.